# Generaal-gouvernement (1814-1815)
Een generaal-gouvernement of gouvernement-generaal was in 1814-1815 een bestuurlijke eenheid, opgericht in de gebieden die de "Hoge Geallieerde Machten" hadden heroverd op het Eerste Franse Keizerrijk. De generaal-gouvernementen werden later toegewezen aan onder andere het Verenigd Koninkrijk der Nederlanden en het koninkrijk Pruisen.

## Vorming

De generaal-gouvernementen in de Nederlanden (jan. 1814 - aug. 1814)

De Volkerenslag (oktober 1813) maakte een einde aan het Franse overwicht in Europa. De restanten van het Franse leger plooiden zich terug achter de Rijn. De Russische legers onder leiding van Benckendorff en Wintzingerode dwongen de Fransen om ook de Nederlanden te ontruimen. In de voormalige Republiek werd, dankzij de terugkeer van Willem I, meteen een nieuwe staat opgericht: het Vorstendom der Nederlanden. Wat er met de andere heroverde gebieden moest gebeuren, was nog niet duidelijk.
Bij de Conventie van Leipzig (21 oktober 1813) richtten de Geallieerden een "Centrale Commissie voor de administratie van de heroverde landen" op (Frans: Département Central d'Administration temporaire, Duits: Zentralverwaltungsdepartement) onder leiding van de baron van Stein. De Conventie van Basel (12 januari 1814) breidde de bevoegdheid van deze commissie uit met de gebieden die intussen binnen het keizerrijk, dat wil zeggen ten westen van de Rijn, bezet waren.
De commissie benoemde in totaal zeven generaal-gouverneurs. Ieder van hen bestuurde een generaal-gouvernement, samengesteld uit de toenmalige departementen. Elke generaal-gouverneur werd bijgestaan door één gouvernementscommissaris voor elk departement. De generaal-gouverneurs namen het bestuur waar totdat de gebieden definitief toegewezen zouden worden. Aangezien ze mogelijk moesten terugkeren naar hun vorige eigenaars, werd de indeling min of meer afgestemd op de vooroorlogse entiteiten:
- Het generaal-gouvernement van België, met het grootste deel van de Oostenrijkse Nederlanden. Het was een persoonlijk bezit van de Oostenrijkse keizer, die het krachtens de Vrede van Campo Formio in 1797 aan Frankrijk moest afstaan.
- De generaal-gouvernementen Middenrijn en Nederrijn, een samenraapsel van de Nederrijnse staten uit de Vrede van Lunéville, o.a. de prinsbisdommen Luik, Keulen en Trier en bezittingen van Oostenrijk (o.a. Luxemburg), Pruisen (Gelre-Kleef) en Beieren (Gulik).
- De generaal-gouvernementen Wezer-Rijn, Berg, Frankfort en Saksen. Het waren navolgers van de staten Westfalen, Berg, Frankfort en Saksen, die immers tot satellietstaten van Frankrijk verworden waren.

## Toewijzing

De generaal-gouvernementen in de Nederlanden (aug. 1814 - mei 1815)

Bij de Eerste Vrede van Parijs (mei 1814) werden maar weinig knopen doorgehakt, maar vaststond al wel dat het Vorstendom der Nederlanden, het generaal-gouvernement België en de Linkermaasoever zouden samengaan in een nieuw koninkrijk. De restanten van Nederrijn en Middenrijn fuseerden tot "generaal-gouvernement Neder- en Middenrijn" (12 juni). Na deze herstructurering werd de commissie ontbonden (15 juni).
Over de toekomst van de resterende generaal-gouvernementen besliste het Congres van Wenen (september 1814 – juni 1815). De Nederlanden kenden toen nog enige uitbreiding op de Rechtermaasoever, nl. met de departementen Nedermaas, Ourthe en Samber en Maas. De overige vacante gebieden werden verdeeld binnen de Duitse Bond.